# Mikstat
Mikstat é um município da Polônia, na voivodia da Grande Polônia e no condado de Ostrzeszów. Estende-se por uma área de 2,49 km², com 1 888 habitantes, segundo os censos de 2016, com uma densidade de 749,2 hab/km².